# Dispositifs de séparation du trafic en mer du Nord

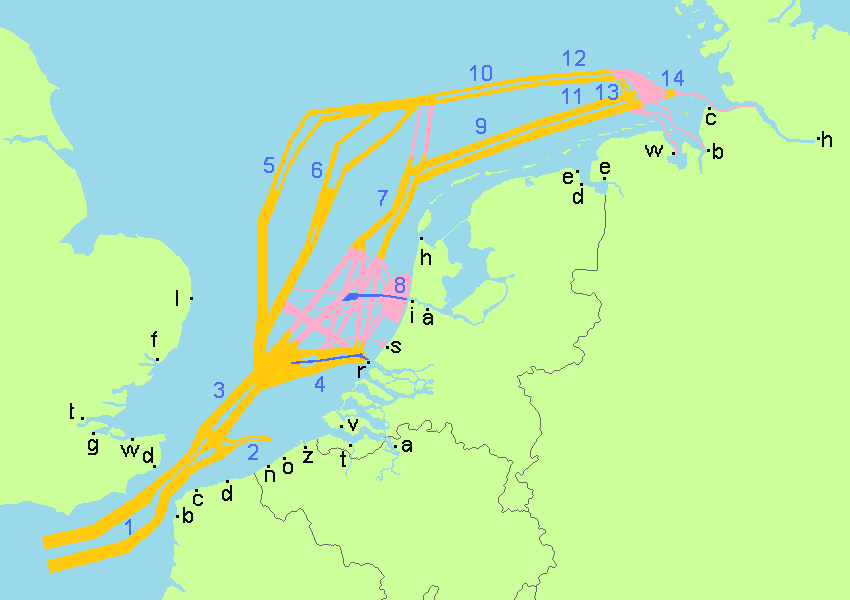
1. Pas de Calais – 2. Westhinder – 3. Noordhinder – 4. Dispositif de Rotterdam-Rijnmond (avec l'Eurogeul) – 5. couloir ouest - 6. couloir du centre - 7. couloir est -8. IJgeul -9. Terschelling – 10. Frise orientale – 11. Baie Allemande – 12. Liaison Allemagne de l'ouest – 13. Liaison Baie de Jade – 14. Liaison vers l'Elbe.
- Ports vers l'Angleterre: Lowestoft (l), Felixstowe (f), Port de Londres (t), Gillingham (g), Whitstable (w) en Douvres (d).
- Ports vers la France: Boulogne-sur-Mer (b), Calais (c) et Dunkerque (d).
- Ports vers la Belgique: Nieuwpoort (n), Ostende (o), Zeebruges (z) et Anvers (a).
- Ports vers les Pays-Bas: Terneuzen (t), Flessingue (v), Port de Rotterdam (r) (Maasvlakte et Europoort), Scheveningen (s), Port d'Amsterdam (via l'IJgeul) (a), Port de IJmuiden (via l'IJgeul) (i), Le Helder (h), Eemshaven (e) et Delfzijl (d).
- Ports vers l'Allemagne: Emden (e), Wilhelmshaven (w), Bremerhaven (b), Cuxhaven (c) et Hambourg (h)

Les dispositifs de séparation du trafic dans la mer du Nord sont des routes maritimes internationalement établies, avec des couloirs maritimes pour la navigation en mer du Nord. Ces systèmes sont conçus pour être aussi homogènes que possible pour que le trafic maritime soit possible afin que les navires se rendant dans différentes directions se gênent le moins possible. Les couloirs définis ici vont de la Manche à la baie Allemande et sont utilisés par les navires se rendant dans les ports le long de la mer du Nord, comme Zeebruges, Anvers, Rotterdam et Hambourg, ou vers la mer Baltique.

## Historique
À la fin XIXe siècle des routes sont grossièrement définies dans la Manche.
Pendant la Seconde Guerre mondiale les couloirs au nord et à l'ouest des îles de la Frise étaient minés. Après la guerre le dispositif des routes étroites aux différents ports de la région a commencé à se mettre en place. Avec les progrès du dispositif et l'enlèvement des épaves, des voies de navigation plus larges sont définies.
Dans les années 1960, le tracé actuel de la structure de base est établi. Les différents couloirs sont créés par l'OMI, avec un statut international. Ils sont les conséquences d'une série d'affrontements violents dans le Pas de Calais dans les années 1960.
En 1987, l'ensemble du système Vlieland a été défini.
Depuis le 3 juin 1997 pour tous les pétroliers de plus de 10 000 tonneaux et certains de plus de 5 000 tonneaux, devant naviguer dans la partie orientale du système de routage vers la Frise allemande à l'approche de la baie Allemande. Cette mesure est définie par l'OMI pour satisfaire au souhait des Pays-Bas et de l'Allemagne pour les grands navires transportant des substances dangereuses pour la circulation dans les zones à risques. La raison en est principalement les conséquences de la catastrophe environnementale provoquée en 1993 avec plus de 85 000 tonnes de pétrole déversés au large des îles Shetland.

## Situation
Les différents couloirs du trafic ont reçu des noms différents et ces systèmes sont définis par l'OMI.
Dans le Pas de Calais et les eaux adjacentes entre l'Angleterre et la France.
North Hinder (système de Noordhinder) Est de la côte belge et à proximité du dispositif de séparation du trafic du Pas de Calais.
West Hinder (Westhinder système) est de la côte belge et est utilisé par les navires vers les ports de Ostende, Zeebruges, Flessingue, Terneuzen et Anvers.
Approches de Hoek van Holland (y compris: tous les bras de la Meuse avec la séparation du trafic), se trouve au large de la côte sud de la Hollande et aussi le système offshore de séparation du trafic Rotterdam-Rijnmond.
- Approche de Texel (système de Texel)
- Approche de Vlieland (système de Vlieland)
- Vlieland du Nord
- Frise occidentale (West-Friesland système, une partie de la Frise du système)
- Frise orientale (Ostfriesland système, système d'une partie de la Frise) (couloir en eau profonde) à environ 35 milles au large de la côte nord néerlandaise des îles de la Frise.
- Approche de la Baie Allemande de l'Ouest (système Baie allemande) (couloir en eau profonde) d'environ 35 milles au large de la côte allemande comme une connexion au système de la Frise orientale.
- Terschelling - Baie Allemande. à environ 10 milles au large de la côte allemande et d'une connexion au système de Terschelling
- Approches de l'Elbe vers Cuxhaven et Hambourg.
- Approche de la Baie de Jade pour l'accès à la rivière Jade direction de Wilhelmshaven.
- Approche Brown Ridge
- Approche chaussée Botney
- Approches du fleuve Humber de l'embouchure du fleuve jusqu'à Kingston-upon-Hull.
- Approches de la Tamise, dans l'estuaire et au nord de l'estuaire, port de Londres (Angleterre).